# ティ・エム・シィ
株式会社ティ・エム・シィ（英: TMC Company, Ltd.）は、ギター関連を中心とした楽器及びアクセサリーの輸出入及び国内卸販売などを行う商社である。自社ブランドにLive Line（ライブライン）がある。

## 沿革
- 1979年 - 大阪市で創業。
- 1979年 - Live Lineブランド創設。
- 1996年 - 東京営業所開設。
- 2001年 - 名古屋営業所開設。

## 主な取扱商品
- Live Line
楽器用シールドケーブル、コネクター、ギターストラップ等

※その他取り扱いブランド・製品は公式サイト参照のこと